# Еврейское кладбище

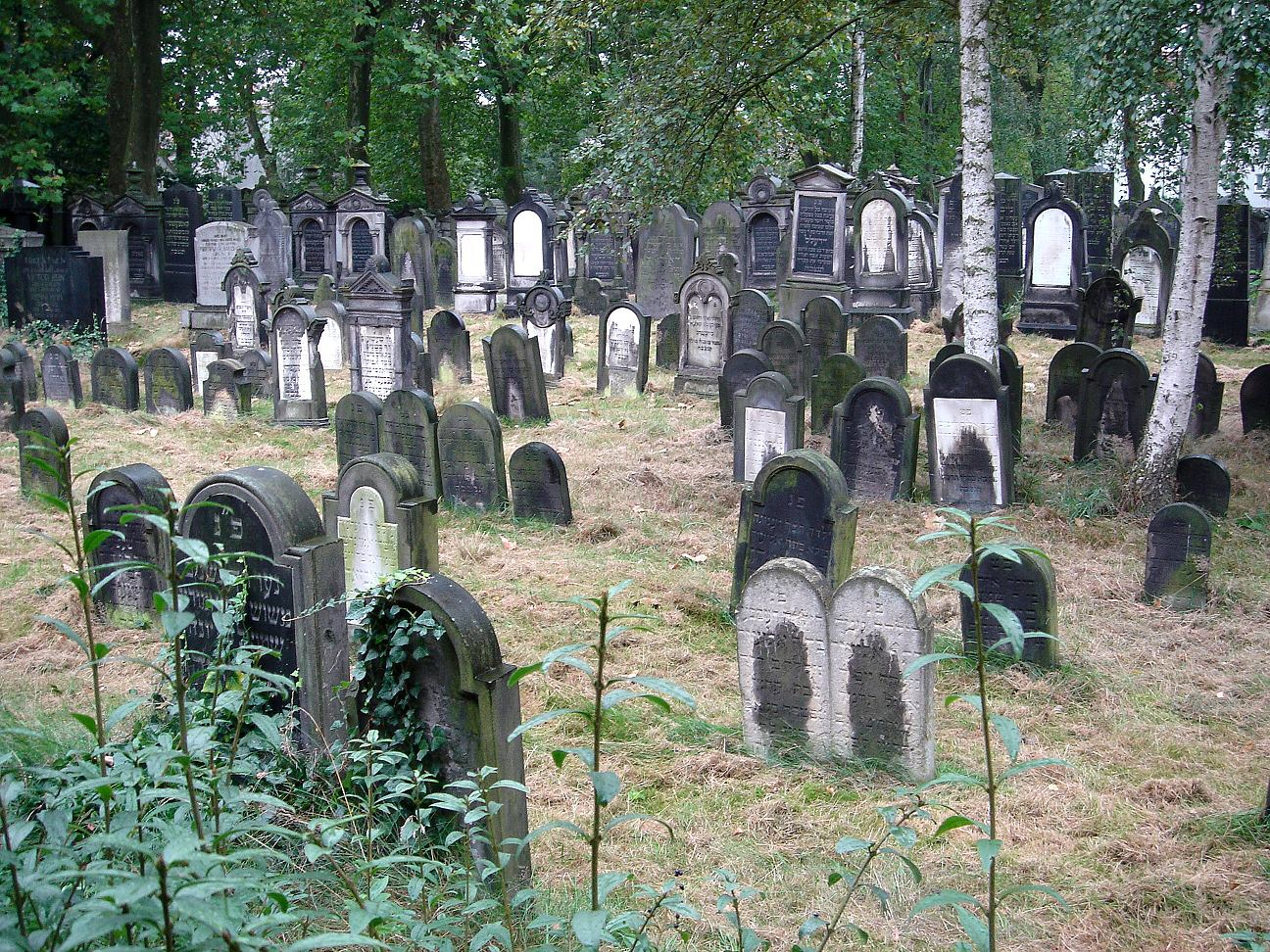
Еврейское кладбище в Ганновере

Еврейское кладбище (ивр. בית עלמין‎, «бейт альмин», или ивр. בית קברות‎, «бейт кварот») — кладбище, на котором похоронены евреи в соответствии с еврейской традицией. Земля на кладбище считается святой. Создание кладбища является одним из первых приоритетов для новой еврейской общины.

## Особенности
Основное различие между христианскими и еврейскими кладбищами исходит из традиционного еврейского принципа «ненарушения могил»: прах усопших должен навсегда оставаться в том месте, где они были изначально преданы земле. Христианское понимание позволяет нарушать существующие захоронения после определённого времени для выполнения новых. Согласно принципам иудаизма каждое надгробие и целое кладбище неприкосновенны, к тому времени, пока известно о его местонахождении. К исключениям относятся случаи, когда выполняется эксгумация для переноса останков на Святую Землю или в семейную могилу, для переноса с нееврейского кладбища или когда кладбищу угрожают профанация или подмыв водой.

## История
Ранние еврейские кладбища были расположены за пределами города. Надгробия, как правило, имеют надписи на иврите. В диаспоре есть традиция хоронить ногами в сторону Иерусалима.
Крупнейшие еврейские кладбища в Европе можно найти в Будапеште, Лодзи, Праге, Варшаве, Вроцлавe и Берлине. Во время Второй мировой войны еврейские кладбища по всей Европе были разрушены и осквернены.

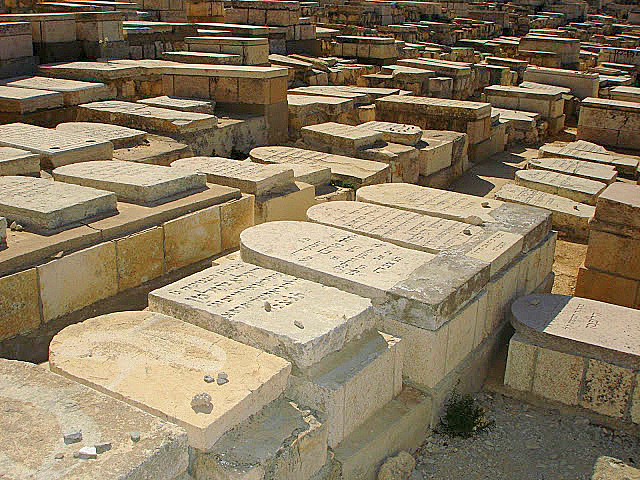
Иерусалим, Еврейское кладбище на Елеонской горе
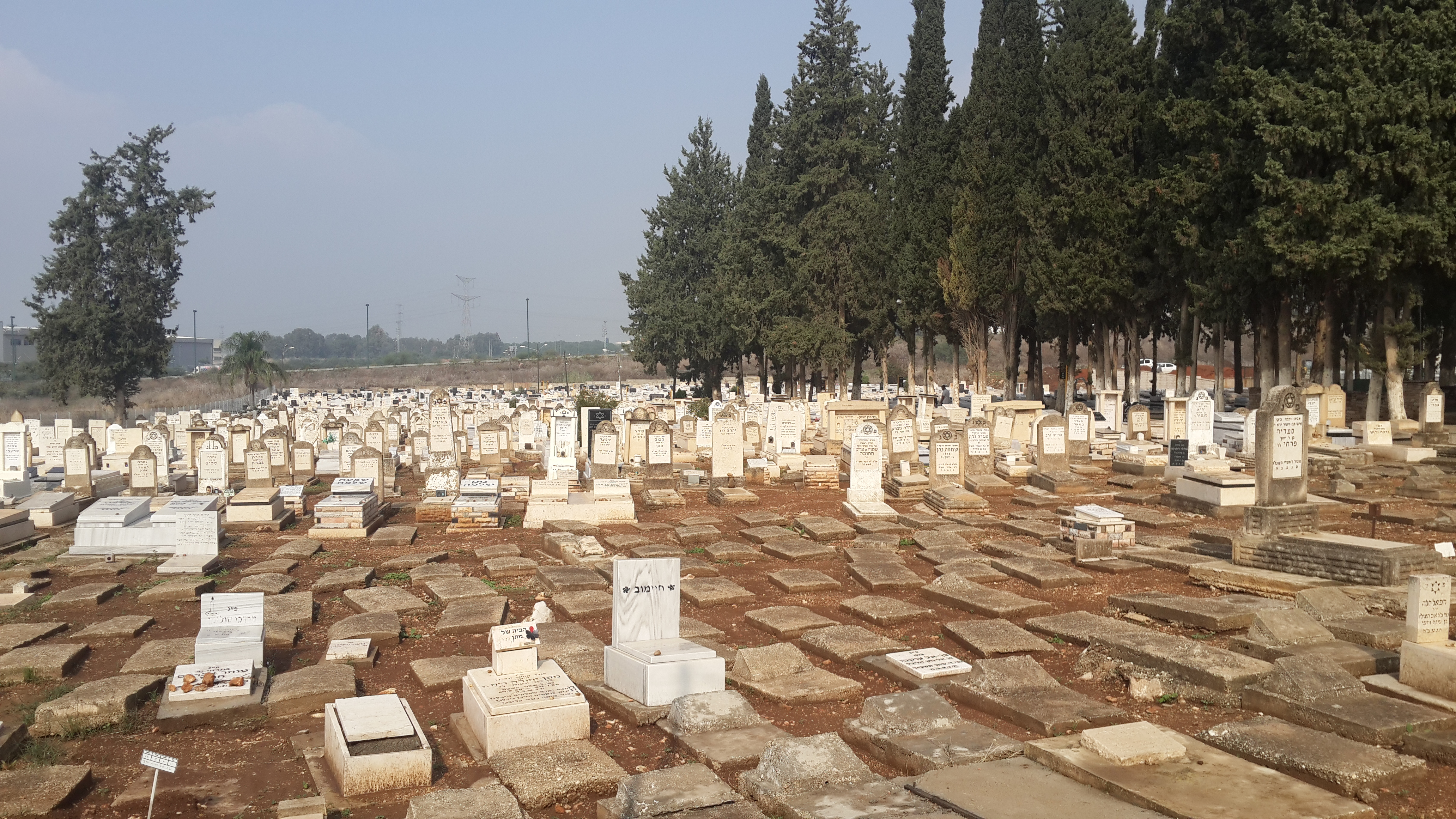
Старая часть еврейского кладбища в Рош-ха-Аине
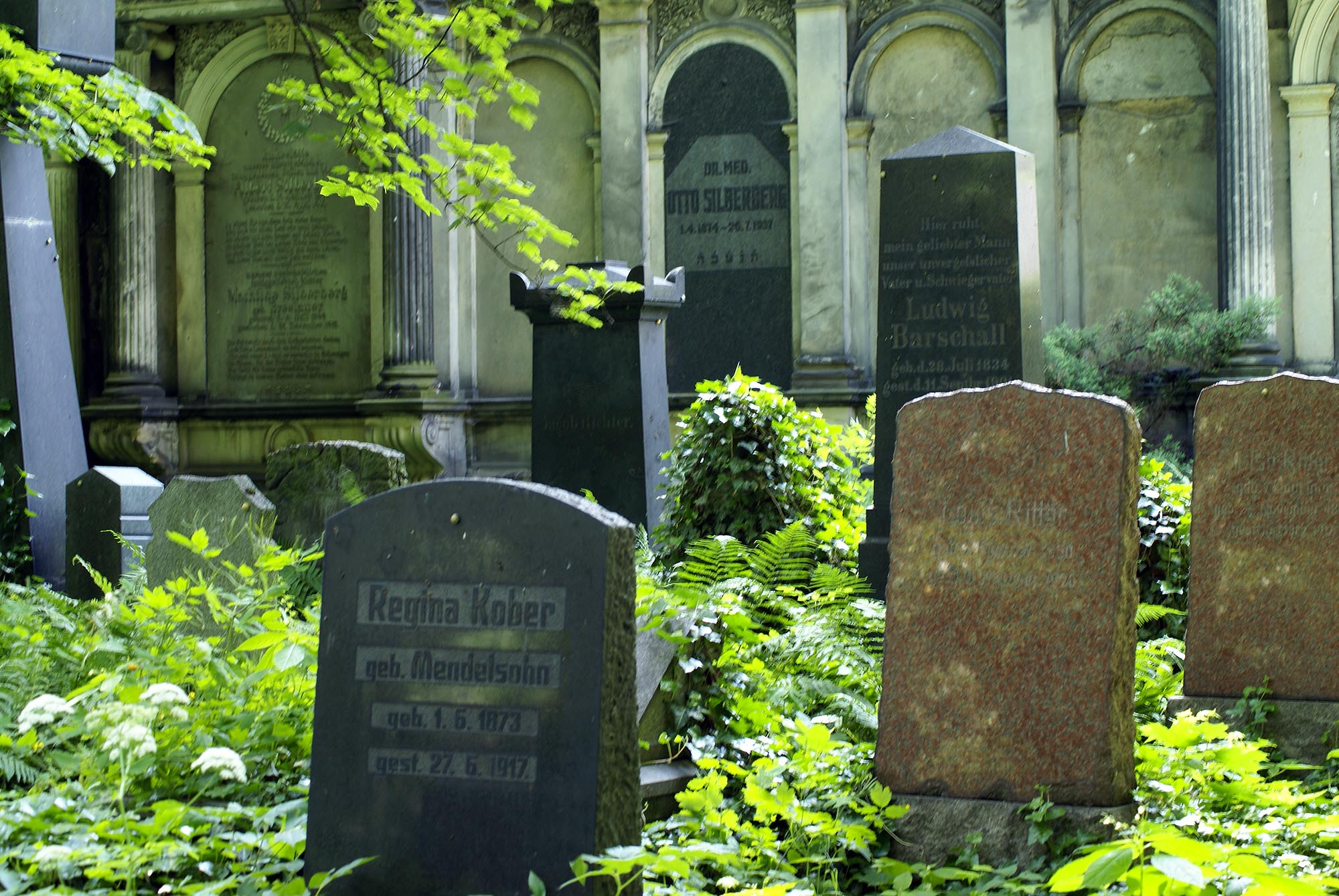
Старое еврейское кладбище во Вроцлаве
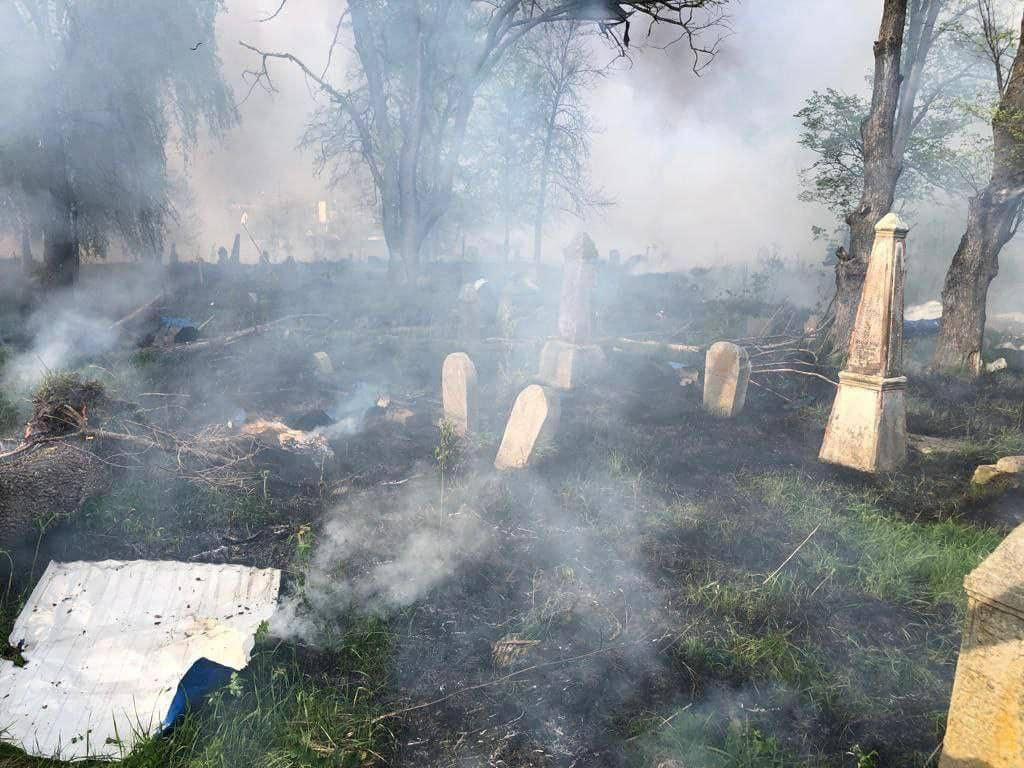
Еврейское кладбище в Глухове (Сумская область, Украина) после российского обстрела 8 мая 2022 года во время вторжения России на Украину

## Названия
На иврите для обозначения еврейского кладбища применяются следующие названия:
- בית עולם бейт олам — «дом вечности»
- בית חיים бейт хаим — «дом жизни» (эвфемизм)
- בית קברות бейт кварот — «дом могил»
- בית עלמין бейт альмин — «дом вечности» (выражение заимствовано из арамейского языка)

## Статьи об отдельных кладбищах
Список статей, названия которых начинаются с «Еврейское кладбище»